# Минор (мечеть)
Мечеть Минор (узб. Minor masjidi / Минор масжиди) — мечеть в столице Узбекистана Ташкент. Мечеть располагается на берегу канала Анхор.
Здание мечети построено в традиционном восточном и узбекском стиле, имеет два минарета и купол небесного цвета. Внутренняя часть мечети оформлена в стиле «накш» и михраб украшен не только изречениями из Корана, но и хадисами. Мечеть рассчитана на более 2400 человек. После открытия, мечеть «Минор» стала одним из крупнейших духовных центров мусульман Ташкента и всего Узбекистана.
В мечети созданы все условия для посетителей. Имеются специальные комнаты для омовений, которые оснащены современными принадлежностями.

## История
Решение о строительстве новой мечети было принято на государственном уровне и даже официально оформлено постановлением президента Узбекистана Ислама Каримова. Так как ход исполнения постановления контролировали республиканские власти, строительные работы начались незамедлительно — летом 2013 года и длились чуть больше года.
Средства на возведение Минор поступали из государственного бюджета страны и Духовного управления мусульман Узбекистана. Новый мусульманский храм отстроили очень быстро, торжественное открытие состоялось уже в октябре 2014 года на празднование Курбан Байрам — это был лучший подарок верующим гражданам от руководства страны.
1 октября 2014 года, накануне священного праздника мусульман — Курбан Хайит, Ислам Каримов открыл новую мечеть «Минор».